# Teatteri Jurkka

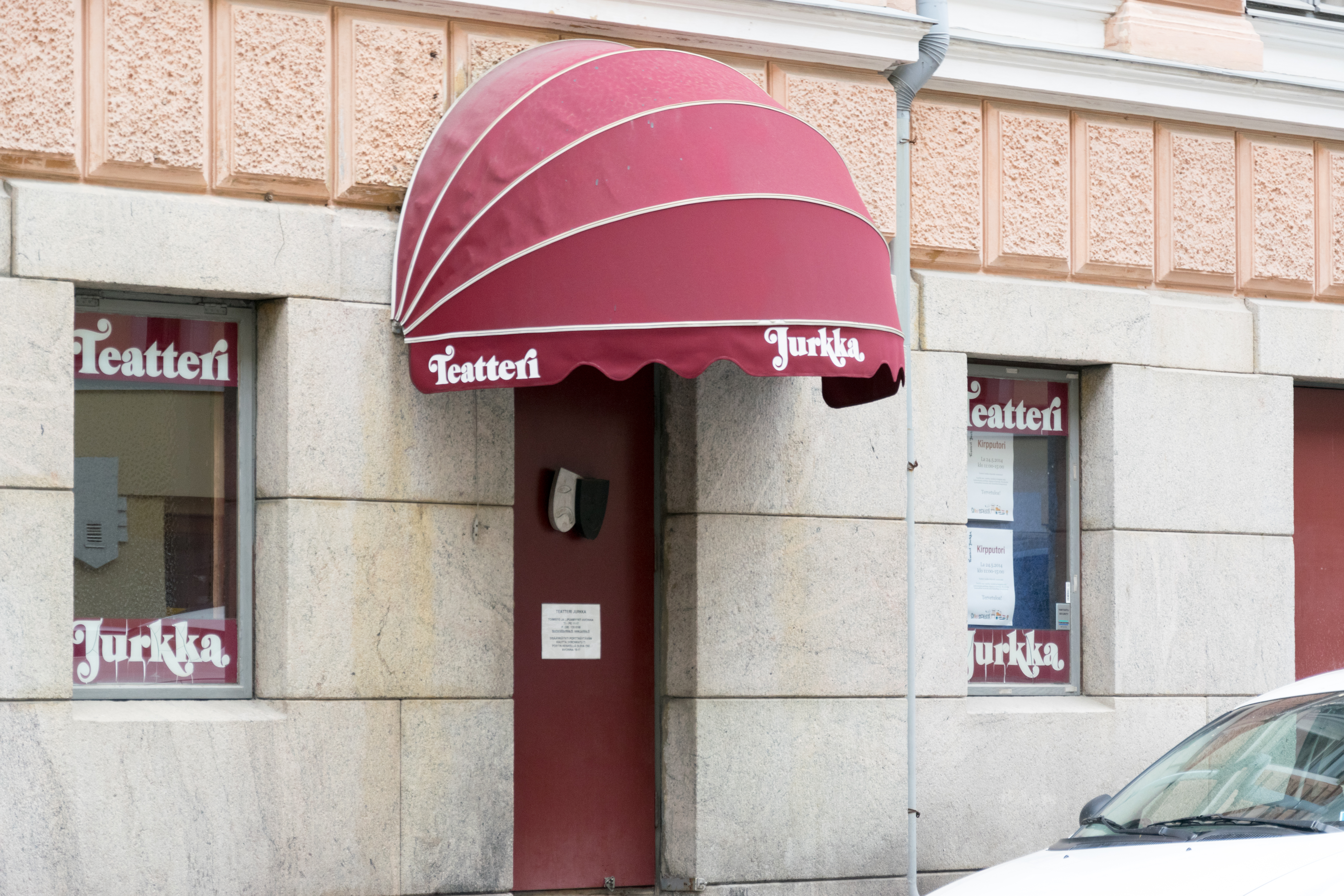
Teatteri Jurkka.

Teatteri Jurkka i Helsingfors är Finlands enda inom ramen för teaterlagen arbetande professionella rumsteater. 
Vappu och Emmi Jurkka grundade teatern 1953. Till lokaliteterna vid Estnäsgatan 7 i Kronohagen flyttade teatern 1954. Den lilla salongen har plats för 50 personer. Emmi Jurkka var teaterchef till 1981, med undantag av åren 1974–1976, Sakari Jurkka skötte då chefskapet. Åren 1981–1993 var Emmis dotter Vappu chef. Kortvariga chefer var sedan Atro Kahiluoto (1994–1995) och Petteri Sallinen (1997–1998). Från 1999 har den konstnärliga ledningen varit i styrelsens händer. Till denna hör bland andra Vappu Jurkkas son Ville Sandqvist, medan brodern Kalle Sandqvist är administrativ chef vid den etablerade familjescenen.
Teatteri Jurkka producerar gärna inhemska uruppföranden, men också klassiker från August Strindberg till William Shakespeare. Teatern anställer sin personal produktionsvis. På grund av sin intimitet är teaterrummet en utmaning för skådespelarna och kräver en annan form av uttryckskonst än de stora scenerna. Teatern ger årligen 100-200 föreställningar. 